# Вокерсвілл (Меріленд)
Вокерсвілл (англ. Walkersville) — місто (англ. town) в США, в окрузі Фредерік штату Меріленд. Населення — 6156 осіб (2020).

## Географія
Вокерсвілл розташований за координатами 39°29′5″ пн. ш. 77°21′10″ зх. д. / 39.48472° пн. ш. 77.35278° зх. д. (39.484592, -77.352753).  За даними Бюро перепису населення США в 2010 році місто мало площу 11,28 км², з яких 11,27 км² — суходіл та 0,02 км² — водойми. В 2017 році площа становила 12,34 км², з яких 12,34 км² — суходіл та 0,01 км² — водойми.

## Демографія
Згідно з переписом 2010 року, у місті мешкало 5800 осіб у 2094 домогосподарствах у складі 1583 родин. Густота населення становила 514 особи/км².  Було 2206 помешкань (195/км²).
Расовий склад населення:
| - 88,0 % — білих - 5,2 % — чорних або афроамериканців - 2,4 % — азіатів - 0,3 % — корінних американців - 1,5 % — осіб інших рас |

До двох чи більше рас належало 2,6 %. Частка іспаномовних становила 4,1 % від усіх жителів.
За віковим діапазоном населення розподілялося таким чином: 26,1 % — особи молодші 18 років, 60,6 % — особи у віці 18—64 років, 13,3 % — особи у віці 65 років та старші. Медіана віку мешканця становила 40,6 року. На 100 осіб жіночої статі у місті припадало 90,7 чоловіків;  на 100 жінок у віці від 18 років та старших — 85,2 чоловіків також старших 18 років.
Середній дохід на одне домашнє господарство  становив 102 827 доларів США (медіана — 93 969), а середній дохід на одну сім'ю — 113 707 доларів (медіана — 99 048). Медіана доходів становила 72 500 доларів для чоловіків та 54 297 доларів для жінок. За межею бідності перебувало 6,1 % осіб, у тому числі 11,3 % дітей у віці до 18 років та 2,9 % осіб у віці 65 років та старших.
Цивільне працевлаштоване населення становило 3066 осіб. Основні галузі зайнятості: освіта, охорона здоров'я та соціальна допомога — 20,8 %, роздрібна торгівля — 13,0 %, публічна адміністрація — 12,3 %.